# Palmarès dell'Aberdeen Football Club
L'Aberdeen Football Club è una società calcistica scozzese con sede nella città di Aberdeen, militante in Scottish Premiership dal 1905.

## Competizioni nazionali
- Campionato scozzese: 4

1954-1955, 1979-1980, 1983-1984, 1984-1985
- Coppa di Scozia: 8

1946-1947, 1969-1970, 1981-1982, 1982-1983, 1983-1984, 1985-1986, 1989-1990, 2024-2025
- Coppa di Lega scozzese: 6

1955-1956, 1976-1977, 1985-1986, 1989-1990, 1995-1996, 2013-2014
- Drybrough Cup: 2

1971, 1980
- Scottish Qualifying Cup: 1

1904-1905

## Competizioni internazionali
- Coppa delle Coppe: 1  (record scozzese condiviso con i Rangers)

1982-1983
- Supercoppa UEFA: 1  (record scozzese)

1983

## Competizioni regionali
- North Eastern League Cup/ Mitchell Cup: 5 (record)[1][2]

1941-42-I, 1942-43-I, 1942-1943-II, 1944-45-I, 1944-45-II
- North Eastern League: 4

1941-42, 1942-43, 1943-44, 1944-45
- Northern League: 2[3]

1905-1906, 1910-1911
- North Eastern Supplementary Cup: 2

1941-1942, 1942-1943
- Southern League Cup: 1

1945-1946
- Highland League: 2

1912-1913, 1924-1925
- Dewar Shield: 17[4]

1906-07, 1908-09, 1912-13, 1914-15, 1926-27, 1928-29, 1930-31, 1931-32, 1932-33, 1933-34, 1935-36, 1936-37, 1939-40, 1945-46, 1949-50, 1950-51 (condiviso), 1951-52 (condiviso)
- High Cup: 1[5]

1907-1908
- Robertson Cup: 2[6]

1910-11 (condiviso), 1915-16 (condiviso)
- Aberdeenshire and District League: 7 (record)[7]

1919–20, 1920–21, 1925–26, 1926–27, 1927–28, 1928–29, 1947–48
- Aberdeenshire Cup: 41 (record)[8]

1903-1904, 1904-1905, 1906-1907, 1907-1908, 1908-1909, 1909-1910, 1911-1912, 1912-1913, 1913-1914, 1914-1915, 1919-1920, 1921-1922, 1922-1923, 1923-1924, 1924-1925, 1925-1926, 1926-1927, 1927-1928, 1928-1929, 1929-1930, 1930-1931, 1931-1932, 1932-1933, 1933-1934, 1980-1981, 1981-1982, 1982-1983, 1987-1988, 1989-1990, 1990-1991, 1992-1993, 1997-1998, 2002-2003, 2003-2004, 2004-2005
- Fleming Charity Shield: 14 (record)[9]

1902-03, 1903-04, 1905-06, 1907-08, 1908-09, 1909-10, 1910-11, 1911-12, 1912-13, 1913-14, 1921-22, 1922-23, 1904-05, 1906-07
- Aberdeen Charity Cup: 1[10]

1892-1893
- Rhodesia Cup: 2[11]

1903-1904, 1904-1905

## Competizioni giovanili
- Scottish Youth Cup: 3

1984-1985, 1985-1986, 2000-2001

## Altri piazzamenti
- Campionato scozzese:

Secondo posto: 1910-1911, 1936-1937, 1955-1956, 1970-1971, 1971-1972, 1977-1978, 1980-1981, 1981-1982, 1988-1989, 1989-1990, 1990-1991, 1992-1993, 1993-1994, 2014-2015, 2015-2016, 2016-2017, 2017-2018
Terzo posto: 1935-1936, 1938-1939, 1946-1947, 1976-1977, 1982-1983, 1995-1996, 2006-2007, 2013-2014, 2022-2023
- Coppa di Scozia:

Finalista: 1952-1953, 1953-1954, 1966-1967, 1977-1978, 1992-1993, 1999-2000, 2016-2017, 2023-2024
Semifinalista: 1907-1908, 1910-1911, 1921-1922, 1923-1924, 1925-1926, 1934-1935, 1938-1939, 1954-1955, 1965-1966, 1968-1969, 1978-1979, 1979-1980, 1984-1985, 1987-1988, 1993-1994, 1995-1996, 2007-2008, 2010-2011, 2011-2012, 2013-2014, 2017-2018, 2018-2019, 2019-2020, 2023-2024
- Coppa di Lega scozzese:

Finalista: 1946-1947, 1978-1979, 1987-1988, 1988-1989, 1992-1993, 1999-2000, 2016-2017, 2018-2019, 2023-2024
Semifinalista: 1947-1948, 1966-1967, 1972-1973, 1981-1982, 1983-1984, 1990-1991, 1994-1995, 1997-1998, 2007-2008, 2010-2011, 2014-2015, 2022-2023, 2024-2025
- Coppa delle Coppe:

Semifinalista: 1983-1984
- Empire Exhibition Trophy:

Semifinalista: 1938